# Quint Numeri Rufus
Quint Numeri Rufus (llatí: Quintus Numerius Rufus) va ser un magistrat romà. Portava el nomen Numeri, molt poc corrent a l'antiga Roma.
Era tribú de la plebs l'any 57 aC i es va oposar al retorn de Ciceró del seu desterrament a què havia estat condemnat l'any 58 aC. Ciceró diu que ho va fer perquè Numeri havia estat subornat pels seus enemics. El mateix Ciceró diu que a Numeri el ridiculitzava el poble, i que de manera burleta li deia «Grac». Va estar a punt de morir en un tumult provocat pel seu propi partit contra els amics de Ciceró.
Més tard va ser legat de Juli Cèsar a Il·líria.